# Aztec, Novi Meksiko
Aztec (navajo: Kinteel) je gradić u okrugu San Juanu u američkoj saveznoj državi Novom Meksiku. Dio je metropolitanskog statističkog područja grada Farmingtona. Sjedište je okruga San Juana. Prema popisu 2010. Aztec je imao 6.378 stanovnika. U blizini ovog gradića nalazi se povijesna znamenitost i nacionalni spomenik. To su Astečke ruševine, koje se nalaze na Stazi predaka, jednoj od označenih slikovitih sporednih cesta u Novom Meksiku.

## Zemljopis
Grad se nalazi na 36°49′34″N 107°59′44″W / 36.82611°N 107.99556°W (36.826046, -107.995595).  Prema Uredu SAD-a za popis stanovništva, Aztec je površine 25,4 km2, od čega je 25,14 km2 suhozemne površine i 0,26 km2 vodena površina.

## Demografija
Na popisu 2000. popisivači su izbrojali 6.378 stanovnika, 2.330 kućanstava i 1.589 obitelji koje su bile rezidenti. Gustoća naseljenosti bila je 253,1 st./km². Bilo je 2.545 stambenih jedinica u Aztecu, što je davalo prosječnu gustoću od 101 stamenu jedinicu po km². Rasni sastav bio je sljedeći: 79,23% bijelaca, 0,38% afroamerikanaca, 9,31% Indijanaca, 0,14% Azijaca, 0,13% tihooceanskih otočana, 7,53% ostalih rasa, a 3,29% bili su dviju ili više rasa. Hispanoamerikanaca i Latinoamerikanaca svih rasa bilo je 19,22%.
Medijan prihoda kućanstva bio je 23.110 $, a medijan prihoda po obitelji bio je 29.509 $. Medijanski prihod muškaraca bio je 46.845 $ naprama 7.841 $ kod žena. Prihod po glavi stanovnika iznosio je 14.750 $. Oko 34,6% obitelji i 37,4% stanovništva živjelo je ispod crte siromaštva. Među njima bilo je 30,6% osoba mlađih od 18 godina i 35,7% osoba od 65 godina i starijih.

## Obrazovanje
Općinske škole grada Azteca pokrivaju grad Aztec i ruralne krajeve okruga San Juana.

## Poznate osobe
- Alex Kennedy, vozač utrka NASCAR
- Uma Krishnaswami, spisateljica, autorica dječjih slikovnica

## Galerija
- Upravna zgrada okruga San Juana
- Postaja željezničke pruge Denver i Zapadni Rio Grande s parnom lokomotivom 1967.
- Astečke ruševine kod Azteca

## Pročitajte
- incident s NLO-om u Aztecu, lažna glasina o NLO-u iz 1948., zvana "drugi Roswell"

## Vanjske poveznice
- Službena stranica
- Turistički vodič
- Trgovinska komora